# John Stephenson (Zoologe)
John Stephenson CIE FRS FRSE FRCS (geboren am 6. Februar 1871 in Padiham, Lancashire; gestorben am 2. Februar 1933 in London) war ein britischer Chirurg, Zoologe und Hochschullehrer. Er diente von 1895 bis 1921 als Militärarzt im britisch-indischen Indian Medical Service. Von 1906 bis 1919 war er Professor am Government College in Lahore, ab 1912 dessen Rektor und ab 1918 Vizekanzler der University of the Punjab. Von 1920 bis 1929 war er Lecturer in Zoologie an der University of Edinburgh. Als Zoologe erforschte Stephenson die Wenigborster Britisch-Indiens.

## Leben
Stephenson studierte am Owen’s College der University of Manchester Zoologie und Medizin. Er graduierte 1890 bei Arthur Milnes Marshall zum Bachelor of Science und 1893 in Manchester und 1894 in London zum Bachelor of Medicine (M.B., B.Chir.). Von 1893 bis 1894 war er als Arzt am Manchester Royal Infirmary beschäftigt, und von 1894 bis 1895 am Royal Hospital for Diseases of the Chest in London. 1895 heiratete er, die Ehe blieb kinderlos. Im selben Jahr trat er als Leutnant in den Dienst des Indian Medical Service. Während seiner Dienstzeit nahm Stephenson von 1897 bis 1898 am Tirah-Feldzug teil, dafür wurde ihm die India Medal verliehen. Er wurde 1898 zum Captain befördert und als Sanitätsoffizier zu einer Kavallerieeinheit im Punjab versetzt. Von 1900 bis 1906 arbeitete er als Chirurg für zivile Einrichtungen in Peschawar, Ambala und in anderen Orten im Nordwesten Britisch-Indiens. 1907 folgte seine Beförderung zum Major und 1915 zum Oberstleutnant. Seinem Wunsch, nach dem Beginn des Ersten Weltkriegs wieder in den aktiven Dienst einzutreten, wurde aufgrund von Bedenken der Kolonialverwaltung, die ihn wegen seiner Tätigkeit im Hochschulwesen für unabkömmlich hielt, zunächst nicht entsprochen, so dass Stephenson nur für wenige Monate im Sommer und Herbst 1918 in Ägypten diente. 1921 schied er aus dem Militärdienst aus.
1906 wurde Stephenson zunächst befristet auf sechs Monate Professor für Biology am Government College in Lahore. Seine Tätigkeit wurde verlängert und er machte das Government College zu einer der bedeutendsten zoologischen Forschungseinrichtungen Britisch-Indiens. 1912 wurde er zum Rektor des Government College ernannt. 1918 wurde er darüber hinaus Vizekanzler der University of the Punjab. Diese Ämter behielt er bis zu seiner Rückkehr nach Großbritannien 1919. Dort trat er 1920 eine Stelle als Lecturer in Zoologie an der University of Edinburgh an. 1929 ging er nach London, um am Natural History Museum als informeller Mitarbeiter seine Forschungen fortzusetzen und einer der Herausgeber der Fauna of British India zu werden.
Mit der Übernahme der Professur für Zoologie begann Stephenson mit der Erforschung der Wenigborster Britisch-Indiens. Seine erste wissenschaftliche Publikation zu diesem Gebiet erschien bereits 1907. In den folgenden Jahren wurde Stephenson zu einem der weltweit führenden Experten für dieses Taxon. Seine 1930 erschienene Monografie ist bis heute ein Standardwerk.
Stephenson verfügte über eine große Sprachbegabung. Neben mehreren europäischen Sprachen beherrschte er Persisch, Paschtunisch, Panjabi, Hindustani und Arabisch. 1910 veröffentlichte er nach mehrjährigen Forschungen eine englische Übersetzung des ersten Buchs des Ḥadiqat al-ḥaqiqa von Sanā'ī Ghaznavi, eines bedeutenden Werks des Sufismus. 1928 erschien seine Übersetzung des zoologischen Abschnitts von Hamdallah Mustaufis Nuzhat al-qulūb (نزهة القلوب ‚Amüsement der Herzen‘).

## Erstbeschreibungen
- Biwadrilus bathybates (Stephenson, 1917)[6]
- Lennogaster chittagongensis (Stephenson, 1917)[7]

## Auszeichnungen
- um 1898 – India Medal mit Tirah-Spange
- 1905 – Fellow of the Royal College of Surgeons of England
- 1909 – D.Sc. der University of London
- 1912 – Fellow of the Royal Society of Edinburgh (auf Vorschlag von D’Arcy Wentworth Thompson und drei weiteren Fellows)
- 1919 – Commander of the Order of the Indian Empire
- 1920 – Keith Medal der Royal Society of Edinburgh für den Zeitraum 1917–1919
- 1930 – Fellow of the Royal Society of London

## Veröffentlichungen (Auswahl)
- John Stephenson: Oligochaeta. Fauna of British India, including Ceylon and Burma. Taylor & Francis, London 1923, archive.org oder archive.org.
- John Stephenson: The Oligochaeta. Clarendon Press, Oxford 1930.
- Hakim Abul-Majd Majdūd ibn Ādam Sanā'ī Ghaznavi: The First Book of the Ḥadiqat al-ḥaqiqa or The enclosed garden of the truth. Baptist Mission Press, Calcutta 1910, Ghaznavi English translation.pdf/mode/1up archive.org (PDF).
- John Stephenson (Hrsg. und Übers.): The Zoological Section of the Nuzhat al-Qulub. Royal Asiatic Society, London 1928. Nachdruck: Routledge, London u. a. 2007, ISBN 978-0-415-43936-7.